# ليو فرايدلاندر
ليو فرايدلاندر (بالإنجليزية: Leo Friedlander)‏ هو نحات أمريكي، ولد في 6 يوليو 1888 في نيويورك في الولايات المتحدة، وتوفي في 24 أكتوبر 1966.